# Bakur II
Bakur II —ბაკურ II en georgià, llatinitzat com Bacurius— (mort el 528 o 547) fou un rei d'Ibèria. Membre cristià de la dinastia dels cosròides, va ser membre destacat de les forces pro-romanes d'Orient del país en aquella època i va seguir una política antipersa, que va acabar provocant la invasió sassànida i la supressió del regne. Va regnar durant tretze anys, però gairebé no va deixar records del seu temps i passà desapercebut en la història del país.
Bakur era probablement fill únic del rei Vatxe d'Ibèria (vers 499/522 a 514/534). Les informacions sobre la seva vida són escasses. Hauria pujat al tron el 514 segons l'historiador Vakhutx Bagration o el 524 segons Toumanoff, depenent del regnat de Vakhtang I Cap de Llop que va poder acabar el 502 o el 522. Se'l suposa construint noves parts de la ciutat de Tiflis. Hauria seguit la política del seu predecessor en relació als seus cosins de Javakètia i Klardjètia, amb els quals va cohabitar pacíficament. Els seus dominis s'estenien cap a l'Aghuània a l'est i fins a la mar Negra a l'oest. En política internacional fou un aliat constant dels romans d'Orient i va fer la guerra a Pèrsia; la superioritat militar dels romans d'Orient en aquells anys li va garantir la tranquil·litat.
En el regnat de Bakur II es va produir la Guerra d'Ibèria (526-532), conflicte que enfrontà l'Imperi Romà d'Orient i l'Imperi Sassànida a la zona del Caucas, a Transcaucàsia. Resulta estrany que no s'esmenti el rei durant la revolta georgiana del príncep Gurguèn el 525-527, aixafada per les forces zoroastrianes. El regne d'Ibèria, igual que altres parts de Transcaucàsia (amb fronts oberts a Armènia i Làzica), es va trobar en aquells anys (526-532) al centre d'una guerra estrangera pels georgians. Quan es va acabar l'statu quo del regne no havia canviat.
Durant el seu regnat es van succeir diversos catolicós d'Ibèria; però la llista d'aquests depèn de la cronologia reial utilitzada. Així, seguint la versió de Vakhuxt Bagration, Bakur II va participar en el nomenament de Txirmag i Saba I. Segons la datació de Cyril Toumanoff, foren Evlavios I i Macari els que foren nomenats primats de l'Església ortodoxa georgiana per Bakur II Finalment, i en contradicció amb els dos anteriors, l'obra anònima La conversió de Kartli, parla de Samuel I com el catolicós d'Ibèria sota el regne de Bakur, informació probablement dubtosa, però en tot cas cal dir que la cronologia dels primats georgians és poc clara i incerta.
Llevat de la guerra grecopersa d'aquells anys, no es coneix gairebé res més dels anys del seu regnat. Les cròniques georgianes, font primària de la historiografia georgiana, l'esmenten en aquests termes: « Bacur, fill de Datxi, el va succeir i va morir després d'un regnat de 13 anys.» La versió armènia de les cròniques encara diu menys, perquè ni tan sols l'esmenta i situa al fill de Bakur, Pharsman V, com el successor de Vatxe II.
Bakur II hauria mort vers el 528 o el 547. El seu successor havia de ser el seu fill Pharsman V, que probablement era menor (hi havia un altre fill més jove i, per tant, també menor, que va morir abans que Pharsman V, i fou el pare de Pharsman VI.